# Otto Licha
Otto Licha (Valais, 2 de novembro de 1912 - 9 de abril de 1996) foi um handebolista de campo austríaco, medalhista olímpico.
Fez parte do elenco vice-campeão olímpico de handebol de campo nas Olimpíadas de Berlim de 1936, atuando em três partidas.